# Будинок на вулиці Галицькій, 8 (Львів)
Будинок за адресою вулиця Галицька, 8 у Львові — багатоквартирний житловий чотириповерховий будинок з магазинним приміщенням на першому поверсі. Постановою Ради Міністрів УРСР № 442 від 06 вересня 1979 року будинок включено до Національного реєстру пам'яток під охоронним № 1282.Будинок розташований у квартальній забудові, обмеженої вулицями Галицькою, Староєврейською, Театральною і Братів Рогатинців.

## Історія
Будинок збудовано 1796 року архітектором Антоном Косинським на замовлення адвоката Івана Зарицького (після смерті архітектора Франциска Ксаверія Кульчицького комісія делегатів від магістрату призначила його куратором для вдови померлого Олени (Гелени) з Ободзінських). Будинок зводили у два етапи, перша черга будівництва, велась зі сторони вулиці Галицької у 1790–1796 роках, друга черга у 1792–1796 роках зі сторони вулиці Староєврейської.
На початку ХХ століття на першому поверсі будинку були :
- крамниця чоловічого одягу Іцака Ляуфера;
- майстерня парасоль Коркеса.

З приходом радянської влади тут облаштували комісійний магазин, а за часі незалежності був магазин будівельних матеріалів, а на початку 2010-х відкрили кафе.

## Архітектура
Чотириповерховий цегляний будинок, тинькований. Збудований у стилі класицизму. Фасад будинку оздоблений рустованими пілястрами на рівні другого, третього та четвертого поверхів. Перший поверх відділений від інших профільованою тягою. Вікна в будинку без обрамувань, заглиблені в стіни, рік будинку зрізаний, що є характерною ознакою архітектури кінця XVIII століття.